# أليس الآلوسي
أليس الآلوسي شاعرة أمريكية من أصل عراقي ولدت عام 1965, تعيش في ديترويت، الولايات المتحدة.
أخرجت برنامج البدائل للبنات, برنامج محلي يهدف للحفاظ على الشابات من الهروب من المدرسة. والدتها من ديترويت, ميشيغان ووالدها من بغداد, العراق. درست الكتابة الإبداعية والأدب في جامعة ولاية واين.
باعتبارها شاعرة عربية أمريكية, فهي أيضاً مخرجة مساعدة في مشروع InsideOut للفنون الأدبية، والكاتبة الأبداعية في برنامج خدمة شباب ديترويت.
عرض عملها ميل إلى التحدث: مختارات شعرية عربية أمريكية في شارع المتنبي في أواخر عام 2009.
كما ساهمت في نشر  نحن العراقيين: الجمال والسياسة في زمن الحرب في عام 2012.
تلقت منحة من مؤسسة فارس في عام 2015 لعملها المرأة العراقية اللاجئة.
وهي عضو في نساء بالسواد في ديترويت و عضو في مجلس الكتاب العرب الأمريكيين.

## الأعمال
- ما عدد
- زقاق اللصوص
- في بغداد

## وصلات خارجية
- Alise Alousi at Poets Against War
- What to Count poem